# Ернст II (Швабия)
Ернст II (на немски: Ernst II; * 1010; † 17 август 1030, при замък Фалкенщайн на Баар, Шварцвалд) от род Бабенберги, е от 1015 до 1030 г. херцог на Швабия.

## Живот
Ернст II е най-големият син на херцог Ернст I и на по-късната императрица Гизела Швабска от фамилията Конрадини, вдовицата на граф Бруно I от Брауншвайг от род Брунони и дъщеря на херцог Херман II от Швабия и на Герберга Бургундска. Ернст е брат на Херман IV и внук по бащина линия на Леополд I, херцог на Австрия.
Неговият баща умира по време на лов на 31 март 1015 г. (или 31 май). Ернст II наследява баща си. Император Хайнрих II дава Херцогство Швабия на Ернст II. До третия си брак майка му Гизела води формално регентството му. Тя се омъжва за трети път 1016 или 1017 г. за близкия си роднина Конрад II (1027 – 1039 г. император на Свещената Римска империя). Ернст II e полубрат на император Хайнрих III и Матилда, първата съпруга или годеница на крал Анри I от Франция. Той е полубрат и на Людолф (маркграф на Фризия).
За разлика от по-макия му брат Херман IV, Ернст не расте в двореца на Конрад II. Ернст II получава опекунството на неговия чичо Попо Бабенбергски, архиепископ на Трир (1016 – 1047).
След 15 септември 1026 г. Ернст се съюзява с въстаналите и напада Елзас. На райхстага в Улм той е свален като херцог на Швабия и затворен в замък Гибихенщайн. През 1028 г. той е помилван и получава отново херцогството си. Затова той трябва да се откаже от някои от наследените си части.
На 29 март 1030 г. на Великденския двордцов ден в Ингелхайм Етрнст отказва да се бие против неговия приятел граф Вернер фон Кибург и Конрад му прави процес като hostis publicus imperatoris и чрез княжеско решение го сваля. Майка му Гизела разрешава това. През 1030 г. Ернст II и неговият приятел Вернер фон Кибург падат убити при замък Фалкенщайн в Шварцвалд в боевете против хората на епископа на Констанц. Ернст II е погребан в църквата Мария в Констанц. Санкт Гален-Некрологът го нарича „dux et decus Alamanorum“.
През 1180 г. се пише поезията Херцог Ернст и през 1957 г. драмата „Народна книга за херцог Ернст“ или Героят и неговата свита.